# Route 66 (canção)
(Get Your Kicks On) Route 66 é uma canção popular estadunidense no estilo Rhythm and blues, composta em 1946 pelo músico Bobby Troup, inspirado por uma viagem pela rodovia U.S. Route 66.
O jazzista Nat King Cole, com o King Cole Trio, gravou a canção pela primeira vez no mesmo ano e se tornou um sucesso, aparecendo nas paradas de R & B e pop da Billboard.
Outra versão a alcançar as paradas da Billboard foi a gravada por Bing Crosby com as Andrews Sisters em 11 de maio de 1946 e alcançou a 14.ª posição em 1946. A canção foi posteriormente regravada por muitos artistas, incluindo Chuck Berry, Glenn Frey, the Rolling Stones, Them, Dr. Feelgood, Asleep at the Wheel, the Manhattan Transfer, Depeche Mode, The Brian Setzer Orchestra, Pappo, The Cramps, John Mayer, George Benson e Peter Tork & Shoe Suede Blues.